# Мур'єль-В'єхо
Мур'єль-В'єхо (ісп. Muriel Viejo) — муніципалітет в Іспанії, у складі автономної спільноти Кастилія-і-Леон, у провінції Сорія. Населення — 75 осіб (2010).
Муніципалітет розташований на відстані близько 170 км на північний схід від Мадрида, 37 км на захід від Сорії.

## Демографія
Динаміка населення (INE ):

## Галерея зображень

Розташування муніципалітету Мур'єль-В'єхо